# Florimont
Florimont är en kommun i departementet Territoire de Belfort i regionen Bourgogne-Franche-Comté i östra Frankrike. Kommunen ligger i kantonen Delle som tillhör arrondissementet Belfort. År 2022 hade Florimont 465 invånare.

## Befolkningsutveckling
Antalet invånare i kommunen Florimont
| Referens: INSEE |